# دکتر فاستوس (فیلم ۱۹۶۷)
«دکتر فاستوس» (انگلیسی: Doctor Faustus) فیلمی در ژانر ترسناک و فانتزی به کارگردانی ریچارد برتون است که در سال ۱۹۶۷ منتشر شد. این فیلم اقتباسی از نمایش‌نامه‌ای به همین نام نوشته کریستوفر مارلو است.
از بازیگران آن می‌توان به الیزابت تیلور و ریچارد برتون اشاره کرد.